# 大奇里基區
8°57′0″N 82°7′12″W / 8.95000°N 82.12000°W
大奇里基區（西班牙語：Distrito de Chiriquí Grande），是巴拿馬的一個行政區，位於該國西北部，由博卡斯德爾托羅省負責管轄，始建於1903年11月16日，面積210平方公里，2010年人口11,016，人口密度每平方公里52.46人。